# August Sundermann
August Sundermann (* 21. Oktober 1907 in Hollwiesen, Vlotho; † 13. Oktober 1994 in Erfurt) war ein deutscher Internist. Er war Direktor der Klinik für Innere Medizin und Rektor der Medizinischen Akademie Erfurt.

## Lebensstationen und Leistung
August Sundermann absolvierte sein Medizinstudium, finanziell unterstützt durch die Studienstiftung des Deutschen Volkes, von 1927 bis 1933 in Jena, Kiel und wieder Jena. Ab 1933 nahm er (wie die Internisten Ludwig Heilmeyer und Julius Kayser-Petersen) an rassepolitischen Schulungen an der „Staatsschule für Führertum und Politik in Thüringen“ teil. Er wurde 1937 Mitglied der NSDAP und war Arzt bei der Hitler-Jugend. Seine internistische Ausbildung erhielt er an der Medizinischen Klinik der Friedrich-Schiller-Universität Jena unter Professor Veil. Promoviert wurde Sundermann 1936, habilitiert 1940, Dozent 1941 und Professor mit Lehrauftrag 1949.
Sundermann war 1943 für den SS-Richter Konrad Morgen im Zuge der Untersuchungen gegen den KZ-Kommandanten Karl Otto Koch während der Buchenwalder Korruptionsaffäre beratend tätig.
Ab 1950 war Sundermann Ärztlicher Direktor der Medizinischen Klinik der Städtischen Krankenanstalten Erfurt. Er war einer der Wegbereiter der Medizinischen Akademie Erfurt, die 1954 gegründet wurde, und erhielt gleichzeitig den Lehrstuhl für Innere Medizin an dieser Hochschule. Von 1965 bis 1970 bekleidete Sundermann das Amt eines Rektors der Medizinischen Akademie. 1976 wurde er emeritiert.
Sundermann förderte die Entwicklung von Subspezialisten für die verschiedenen Teilgebiete der Inneren Medizin an seiner Klinik. An Sundermanns Schule wurden achtzehn Mediziner habilitiert, von denen neun Professoren wurden und vier  Ordinarien für Innere Medizin. Dazu kamen zahlreiche Chefärzte, die aus seiner Klinik hervorgegangen sind. Das Primat des Patienten war bei Sundermann oberstes Gebot. Er war auch gesuchter Konsiliarius an anderen Kliniken, so am Regierungskrankenhaus der DDR in Berlin. Trotzdem wurde ihm die Teilnahme am Begräbnis seines Vaters in Westfalen verweigert. Er verfasste etwa 150 wissenschaftliche Publikationen, davon drei Monographien. Sundermann war (Mit-)Herausgeber mehrerer medizinischer Fachzeitschriften. Ein besonderes Anliegen war ihm die Fortbildung von Ärzten, so in der – von Egbert Schwarz begründeten – „Erfurter Woche für den Praktischen Arzt“, die aus der gesamten DDR besucht wurde.
Im Oktober 2007, als Sundermann 100 Jahre alt geworden wäre, kamen in Erfurt über 100 ehemalige Schüler von ihm zu einer Feier zusammen. Sundermann war verheiratet. Aus der Ehe gingen zwei Töchter und ein Sohn hervor, die alle Ärzte wurden.

## Bücher
- Lehrbuch der Inneren Medizin (in 3 Bänden). Hrsg. August Sundermann. VEB Gustav-Fischer-Verlag, Jena. 4 Auflagen (4. Auflage 1978). (Standardwerk der Inneren Medizin in der DDR.)
- Rezepttaschenbuch (mit ausgewählten Hinweisen auf die nichtmedikamentöse Therapie). Neu hrsg. von August Sundermann (begründet von Heilmeyer 1937). Mehrere Auflagen (17. Auflage 1987). VEB Gustav-Fischer-Verlag, Jena.

## Ehrungen
- Ehrenmitglied der Deutschen Gesellschaft für Hämatologie und Medizinische Onkologie (1972)[4]
- Ehrenmitglied der Deutschen Gesellschaft für Innere Medizin (1979)
- Ehrenmitglied weiterer deutscher und internationaler Fachgesellschaften
- Ehrendoktor der Universitäten Jena und Pécs (Fünfkirchen)/Ungarn
- Rudolf-Virchow-Preis
- Verdienter Arzt des Volkes
- Hervorragender Wissenschaftler des Volkes
- Mitglied der Deutschen Akademie der Naturforscher Leopoldina (seit 1965)